# Emerentia Polhem
Emerentia Polhem, född 25 juli 1703 i Stjärnsund i Husby socken, död 1760, var författare till Svenska Rim.

## Biografi
Hon var dotter till uppfinnaren och industrimannen Christopher Polhem. Hon gifte sig 1723 med häradshövdingen Reinhold Rückersköld från Hedemora. De blev föräldrar till Anna Maria Rückerschöld.
Emerentia Polhem var i sin ungdom Emanuel Swedenborgs enda kärlek. I sällskap med Polhem gjorde Swedenborg många resor som medhjälpare vid förrättningar inom landet. År 1716 blev den då 28-årige Swedenborg förälskad i Polhems 13-åriga dotter Emerentia. Men hon hyste inte någon kärlek för friaren och ville inte förlova sig med honom, fastän hennes far försökte tvinga henne till det genom att upprätta ett kontrakt, med innebörden att Swedenborg skulle få Emerentia till hustru då hon blev något äldre. Detta kontrakt tvingades Emerentia att underteckna. Men knappt hade hon gjort det förrän hon började sörja och grubbla så att man fruktade för hennes förstånd.
Swedenborg saknade en gång helt plötsligt kontraktet och blev alldeles utom sig. Det upptäcktes då att Emerentias bror Gabriel hade stulit det. Då fadern fick reda på det ville han återskaffa kontraktet till Swedenborg, men sade att han frivilligt avstod från alla anspråk och tog avsked av familjen Polhem, under ett heligt löfte, att aldrig mer tänka på giftermål, ett löfte som han höll. På hans ålderdom, när hans forna kärleksföremåls döttrar och mågar besökte siaren i hans trädgård på Södermalm i Stockholm, sade han dem att han kunde, när som helst, samtala med deras då avlidna moder.
Emerentia Polhem förekommer som rollfigur i August Strindbergs skådespel Carl XII (1901).